# The Miraculous Blackhawk: Freedom's Champion
The Miraculous Blackhawk: Freedom's Champion é um seriado estadunidense de 1952, produzido pela Columbia Pictures e baseado nas histórias em quadrinhos Blackhawk , atualmente da DC Comics, personagem criado por Reed Crandall e Charles Guidera. O subtítulo era "Fearless Champion of Freedom", e foi o 49º dos 57 seriados produzidos pelo estúdio.
Foi estrelado por Kirk Alyn como "Blackhawk" e Carol Forman como a espiã estrangeira que o Blackhawk deveria impedir de roubar o combustível super-experimental "Elemento-X". Alyn e Forman foram o herói e a vilã, respectivamente, do seriado que a Columbia Pictures produzira anteriormente, Superman. Foi produzido por Sam Katzman e dirigido por Spencer Gordon Bennet e Fred F. Sears. É considerado um seriado relativamente barato e sem muito brilho, produzido nos anos finais do meio serial.

## Sinopse
Blackhawk (Kirk Alyn), o “Capitão Corajoso da Liberdade”, é o líder de um esquadrão composto por pilotos de várias nacionalidades, que enfrenta um bando de sabotadores liderados pela bela espiã Laska (Carol Forman), que está a serviço de “The Leader”. O lado cômico é feito pelo chinês Chop Chop (Weaver Levy).

## Elenco
- Kirk Alyn … Blackhawk, "Fearless Champion of Freedom"
- Carol Forman … Laska, espiã de The Leader
- John Crawford … Chuck
- Michael Fox … Mr Case/The Leader
- Don Carlos Harvey … Olaf
- Rick Vallin … Stan (um Blackhawk) e seu irmão Boris (um agente da The Leader)
- Larry Stewart … Andre
- Weaver Levy … Chop Chop
- Zon Murray … Bork
- Nick Stuart … Cress
- Marshall Reed … Aller
- Pierce Lyden … D
- Jack Mulhall ... Membro do Conselho de Defesa (Caps. 7-8) (não-creditado)

## Produção
O escritor George Plympton descreveu uma reunião da equipe de produção, em que ouviu uma gravação da série curta de Blackhawk, no rádio. Todos ficaram "horrorizados com o burburinho confuso de sotaques". Na série, todos os Blackhawks passavam a falar com o sotaque americano padrão.

### Dublês
No capítulo 3, Kirk Alyn executa um golpe potencialmente perigoso sem o uso de um dublê. A fim de salvar a vida de Stan, amarrado a uma estaca no caminho de um avião, Blackhawk (Alyn) sobe para o veículo e o vira de lado, agarrando a asa. Um piloto escondido dentro do avião simulou o movimento, e os roteiristas utilizaram uma madeira mais leve e lona, não um metal pesado, que poderia ter matado Alyn se algo tinha saído errado.

## Recepção da crítica
Cline descreve o seriado como uma "pretty good airplane adventure". Apesar disso, Blackhawk foi o último seriado de aviação. Os aviadores foram se tornando menos admirados na cultura popular e a ficção científica foi tomando o seu lugar.
Por ser produzido nos anos 50, estava no final da era dos grandes seriados, e como todos os da época, foi um tanto inferior aos da década anterior.

## Capítulos
1. Distress Call from Space
2. Blackhawk Traps a Traitor
3. In the Enemy's Hideout
4. The Iron Monster
5. Human Targets
6. Blackhawk's Leap for Life
7. Mystery Fuel
8. Blasted from the Sky
9. Blackhawk Tempts Fate
10. Chase for Element X
11. Forced Down
12. Drums of Doom
13. Blackhawk's Daring Plan
14. Blackhawk's Wild Ride
15. The Leader Unmasked

Fonte: